# アマーリエ・フォン・レルヒェンフェルト

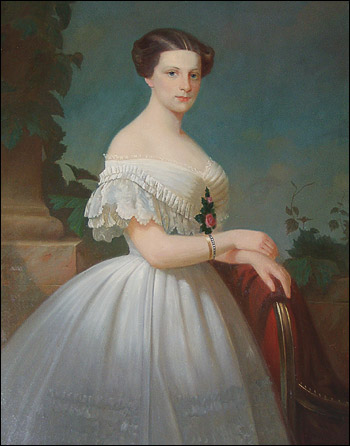
アマーリエ・フォン・レルヒェンフェルト

アマーリエ・フォン・レルヒェンフェルト（Amalie von Lerchenfeld, 1808年 - 1888年）は、帝政ロシアの貴族女性。外交官アレクサンダー・フォン・クリューデナー男爵の妻。彼の死後、フィンランド総督を務めたニコライ・アードラーベルク伯爵の妻となった。

## 生涯
アマーリエは、トゥルン・ウント・タクシス侯夫人テレーゼ（メクレンブルク＝シュトレーリッツ大公カール2世の三女。プロイセン王妃ルイーゼの姉）の不義の子としてダルムシュタットで生まれた。テレーゼの夫、レーゲンスブルクを治めるトゥルン・ウント・タクシス侯カール・アレクサンダーは、ナポレオン・ボナパルトの元で働く軍人で、長期にわたってパリに滞在していた。夫の不在時に、テレーゼはバイエルンの外交官マクシミリアン・フォン・レルヒェンフェルト伯爵と熱愛に陥り、アマーリエを身ごもったのだった。
実父のレルヒェンフェルト伯爵は1809年に亡くなり、アマーリエはテレーゼの縁戚シュテルンフェルト家（Sternfeld）に預けられ、シュテルンフェルトの名を名乗っていた。のち、レーゲンスブルクのテレーゼの元へ連れてこられると、母は彼女の姓をシュタルガルト（Stargard）とした。結局、アマーリエはレルヒェンフェルト家の世話になることになり、レーゲンスブルク近郊の城かミュンヘンで暮らした。1823年8月、ヘッセン大公ルートヴィヒ1世は、15歳になったアマーリエにレルヒェンフェルト姓の使用を許可した。しかし、紋章を使用することは許されず、家系図からも除外された。これが母テレーゼの情事の代価だった。
14歳の時、アマーリエはサンクトペテルブルクからやってきた外交官フョードル・チュッチェフと恋仲になった。しかし、フョードルと詩を交換し合うほどの仲でありながら、彼女の心を捕らえたのは、同じくロシアの外交官で遙かに年上のクリューデナー男爵だった。自身の出生の暗さにコンプレックスのあったアマーリエは、若くて何の称号もないフョードルより、バルト海沿岸に移住した先祖を持つドイツ系である男爵の方が魅力的だった。1825年にアマーリエは男爵と結婚し、翌年に長男ニコライを授かった。
クリューデナー男爵とチュッチェフは同じロシア外交官の肩書きを持ち、どちらも近所に住んでいた。彼は、家族同士の付き合いの上でアマーリエと会うことができた。バイエルン王ルートヴィヒ1世とその弟カール王子は、アマーリエの美貌に魅了された。ルートヴィヒ1世は、画家ヨーゼフ・スティエラーにアマーリエの肖像画を描くよう依頼した。1828年に仕上がったこの肖像画は、ミュンヘンのニンフェンブルク宮殿で見ることができる。
1836年4月、クリューデナー男爵一家はロシアへ帰国した。彼女はプーシキンと関わったり、自分を熱愛したベンケンドルフ伯をカトリックに改宗させたりと、ロシア宮廷でも話題の人物となった。
1848年、40歳になっていたアマーリエは、母テレーゼと同じく罪深い行動をとった。3月17日に、庶子を出産したのだった。ニコロと名付けられた赤ん坊の父親は、29歳のニコライ・アードラーベルク伯であった。彼はスウェーデン貴族を父親に持つ外交官だった。子供は、ニコライ・ヴェニアヴスキーの養子にされた。クリューデナーは、スウェーデン王の宮廷で要職を務めることになったが、アマーリエは病と偽ってサンクトペテルブルクにとどまった。2人は二度と会うことはなく、1852年、クリューデナー男爵は梗塞で死んだ。アマーリエは、アードラーベルクの元へ走り、2人は1855年に正式に結婚した。
クリミア戦争になると、アードラーベルクはシンフェロポリ及びタヴリダ県の総督（1854年-1856年）となった。戦況が悪化し、クリミアには親を亡くし頼る者のない子供たちが溢れた。セヴァストポリ包囲（1854年）の間、負傷兵らと一緒に戦災孤児たちがシンフェロポリへ連れてこられた。シンフェロポリ市は1848年に孤児の養護施設を開設しようとしたが、資金の不足などトラブルが続出した。アマーリエは、自身の思いやりから、官僚主義や形式にこだわらずに、1854年12月に私費で施設を開き14人の孤児たちを受け入れた。1866年から1881年まで、夫がフィンランド総督となるとアマーリエは同行してヘルシンキに住んだ。
1881年、皇帝アレクサンドル2世の暗殺後、アードラーベルク伯爵夫妻はミュンヘンを終の棲家とすべく移住した。最初持ち家がなかったので、アマーリエの亡父の家に住んだ。その後土地を求め、テゲルンセーに家を建てた。アマーリエは、そこで1888年に亡くなり、地元の教会墓地に葬られた。